# Euceromasia neptis
Euceromasia neptis là một loài ruồi trong họ Tachinidae.